# Martigny-le-Comte
 Martigny-le-Comte  es una población y comuna francesa, en la región de Borgoña, departamento de Saona y Loira, en el distrito de Charolles y cantón de Palinges.

## Demografía
| 639 | 578 | 570 | 550 | 506 | 463 |
| Para los censos de 1962 a 1999 la población legal corresponde a la población sin duplicidades (Fuente: INSEE [Consultar]) |     |     |     |     |     |